# Belagerung von Ath (1745)
Europäischer Kriegsschauplatz:

Mollwitz* – Chotusitz* – Simbach – Dettingen – Toulon – Pfaffenhofen – Tournai – Fontenoy – Hohenfriedberg** – Soor** – Hennersdorf** – Kesselsdorf** – Brüssel – Piacenza – Namur – Roucourt – Kap Finisterre 1 – Lauffeldt – Assietta –  Bergen op Zoom – Kap Finisterre 2 – Maastricht
(*) Erster Schlesischer Krieg – (**) Zweiter Schlesischer Krieg
Indischer Kriegsschauplatz:

Erster Karnatischer Krieg
Amerikanischer Kriegsschauplatz:

War of Jenkins’ Ear – King George’s War
Die Belagerung von Ath in den Österreichischen Niederlanden durch eine französische Armee unter Moritz von Sachsen fand im September/Oktober 1745 statt.
Im Feldzug von 1744 erhielt der Marschall Moritz von Sachsen den Auftrag, mit einer Armee von 90.000 Mann den niederländischen Festungsgürtel in Flandern zu durchbrechen; Ziel war Tournai, Gent, Brügge, Ath und Mons zu erobern. Im Juni 1745 kapitulierte Tournai, damit war der Übergang über die Schelde gesichert. Danach fielen Gent am 15. Juli, Oudenaarde (21. Juli), Dendermonde (13. August), Ostende (22. August) und Nieuport (am 27. August, Kapitulation am 5. September).

## Aufmarsch
Das Korps des Generalleutnants Clermont-Gallerande wurde von Binche nach Ath in Marsch gesetzt. Am 26. September schloss er die Festung ein. Am 28. September verfügte er über 24 Bataillone und 1½ Bataillone Artillerie sowie das Freikorps Grassin.
Der Platz war durch acht Bastionen geschützt, die Gräben waren mit Wasser gefüllt. Der durch die Festung fließende Bach wurde aufgestaut und setzte das westliche und südliche Umland unter Wasser. Die Besatzung bestand aus 1500 Mann, Engländern (Bataillon Sempill 570 Mann), Holländern (Bataillon Guy 650 Mann) und Österreichern (270 Mann), kommandiert wurden diesen vom FZM Casimir Heinrich von Wurmbrand-Stuppach. Die Festung war mit 44 bronzenen und 12 eisernen Kanonen sowie Mörsern bestückt, aber es befanden sich nur 17 Artilleristen in der Festung. Deshalb erhielten weitere 60 Mann schnell eine Ausbildung.

## Belagerung
In der Nacht vom 1. auf den 2. Oktober wurden Laufgräben zwischen dem Fluss und der Straße nach Tournai eröffnet. In folgenden Nacht begannen 2800 Arbeiter an der Südfront ebenfalls Gräben auszuheben. Am 4. Oktober wurden zwei Batterien an der Straße aufgesetzt, die auch gleich mit dem Beschuss begannen. In der folgenden Nacht wurden auch auf der anderen Seite die Batterien erstellt. Am Morgen des 5. begann von dort der Beschuss, in der Nacht wurden ebenfalls Mörser am Ufer der Dender installiert. Das Ganze geschah unter dem Feuer der Belagerten, aber am 5. explodierte ein Mörser in der Festung, der zahlreiche der wenigen verbliebenen Artilleristen tötete.
Am 6. Oktober erreichten die Gräben den Wall der Festung, die im stetigen Feuer der Mörser stand. Daher forderte Clermont-Gallerande am 7. Oktober die Kapitulation, Wurmbrand wollte noch aushalten, musste aber bereits eine Bastion aufgeben. Die Festung wurde nun durch 24 Mörser und 36 Kanonen beschossen. Am 8. Oktober 1:30 traf eines der Geschosse das Arsenal, was daraufhin explodierte. Außerdem gelang es den Franzosen, mit Faschinen einen Grabenübergang zu errichten.
Daher ließ Wurmbrand am 8. Oktober um 11 Uhr die Weiße Fahne hissen und erhielt dafür freien Abzug mit allen Ehren. Die verbliebenen Truppen verließen am 11. Oktober die Festung und rückten am 14. Oktober in Brüssel ein. Mit Ath fiel die letzte Festung zwischen dem Meer und der Dender in die Hände der Franzosen, die damit den Feldzug 1745 beendeten.